# Vernon Lyman Kellogg

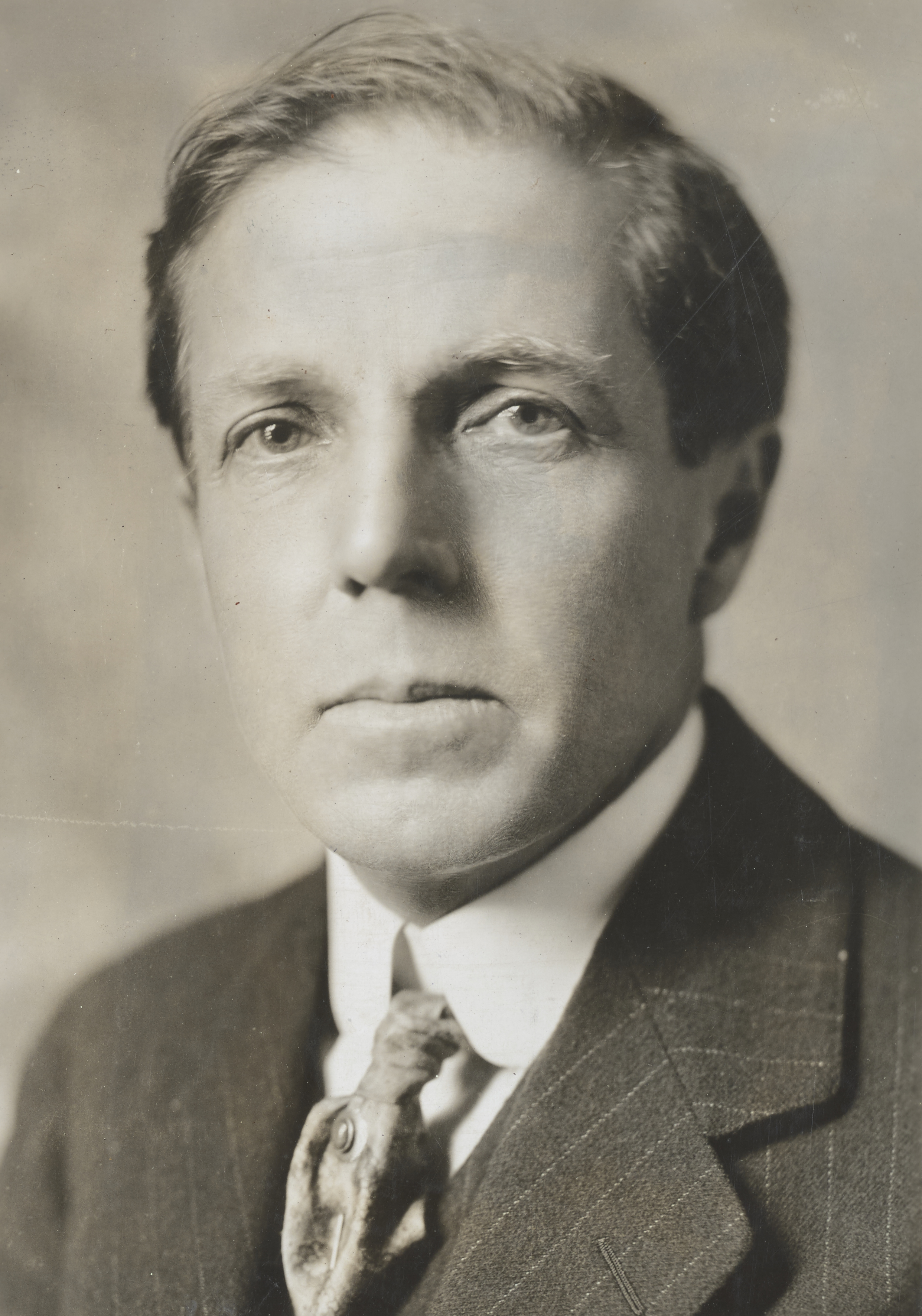
Vernon Lyman Kellogg

Vernon Lyman Kellogg (geb. 1. Dezember 1867 in Emporia, Kansas; gest. 8. August 1937 in Hartford, Connecticut) war ein US-amerikanischer Entomologe, Evolutionsbiologe und Hochschullehrer an der Stanford University. Er wurde 1919 der erste permanente Sekretär des National Research Council in Washington. Kellogg war gewähltes Mitglied der American Philosophical Society und der National Academy of Sciences. Sein Hauptforschungsgebiet waren die Echten Tierläuse. Der US-amerikanische Liberty-Frachter SS Vernon L. Kellogg trug im Zweiten Weltkrieg seinen Namen.

## Leben
Kelloggs Vater Lyman Beecher Kellogg war der erste Präsident der Kansas State Normal School (heute Emporia State University) und Attorney General von Kansas. Vernon Lyman Kellogg studierte ab 1885 bei Francis Snow an der University of Kansas, mit dem ihn zeitlebens eine enge Freundschaft verband. 1889 erwarb er den Bachelor, 1992 den Master an der University of Kansas. 1893 studierte er bei Rudolf Leuckart an der Universität Leipzig. 1894 holte ihn John Henry Comstock an die Stanford University als Professor für Entomologie. Hier begründete er das Department of Zoology und war dort bis 1920 tätig. 1904 und 1908 weilte er zu Forschungsaufenthalten an der Universität von Paris. Er war von 1919 bis 1931 Sekretär des National Research Council in Washington.
Kellogg spezialisierte sich auf die Taxonomie von Insekten. Sein wichtigster Beitrag war die Erforschung der Ektoparasiten bei Vögeln und die Erkenntnis, dass ihre Artbildung mit der ihrer Wirte verbunden ist. 1896 erkannte er die Art der Übertragung von Läusen auf andere Wirte und beobachtete auch Übergänge auf nicht verwandte Wirte. 1902 untersuchte Kellogg die Kieferläuse bei Vögeln auf den Galapagosinseln und verglich sie mit denen auf dem Festland. 1913 entwickelte er die Vorstellung der Ko-Evolution von Wirt und Parasit und war vor allem durch die Arbeiten von Heinrich Fahrenholz beeinflusst. Unter seinen Schülern waren der spätere US-Präsident Herbert Hoover sowie Ruby Green Bell, Florence E. Bemis und Gordon Floyd Ferris.

## Werke
- Common injurious insects of Kansas (Lawrence University, 1892).
- mit J.H. Comstock: The elements of insect anatomy; an outline for the use of students in the entomological laboratories of Cornell University and Leland Stanford Junior University (Comstock Pub. Co., Ithaca, 1895).
- mit J.H. Comstock: The elements of insect anatomy (Comstock Pub. Co., Ithaca, 1899).
- A list of the biting lice (Mallophaga) taken from birds and mammals of North America (Gov’t print. off., Washington, 1899).
- mit Oliver Peebles Jenkins: Lessons in nature study (The Whitaker & Ray Company, San Francisco, 1900).
- mit David Starr Jordan: Animal Life: A First Book of Zoölogy (D. Appelton and Co., New York, 1900).
- Elementary zoology (Henry Holt and Company, New York, 1901, reedited in 1902).
- First lessons in zoology (H. Holt and Company, New York, 1903).
- mit D.S. Jordan: Evolution and animal life; an elementary discussion of facts, processes, laws and theories relating to the life and evolution of animals (D. Appleton and company, New York, 1907).
- Darwinism to-day; a discussion of present-day scientific criticism of the Darwinian selection theories, together with a brief account of the principal other proposed auxiliary and alternative theories of species-forming (H. Holt and Company, New York, 1907).[14][15]
- Insect stories (D. Appleton and company, New York & London, 1908, reedited in 1923).
- mit D.S. Jordan: The scientific aspects of Luther Burbank’s work (A. M. Robertson, San Francisco, 1909).
- American insects (H. Holt and Company, New York, 1905, reedited in 1908).
- The animals and man (New York, H. Holt and Company, 1905, reedited with contributions from Mary Isabel McCracken in 1911).
- mit Gordon Floyd Ferris: The Anoplura and Mallophaga of North American mammals (Stanford University, 1915).
- mit Rennie Wilbur Doane: Elementary textbook of economic zoology and entomology (H. Holt and Company, New York, 1915). Free online version.
- mit Alonzo E. Taylor: The food problem (Macmillan Company, New York, 1917).
- The Food Problem (The Macmillan company, New York, 1917).
- Fighting starvation in Belgium (Page & company, New York, Doubleday, 1918).
- Germany in the War and After, New York, The Macmillan Company, 1919.
- Herbert Hoover, the man and his work (D. Appleton and company, New York et Londres 1920).
- Human life as the biologist sees it (H. Holt and company, New York, 1922).
- Mind and heredity (Princeton University Press, 1923).
- Evolution: the way of man. (D. Appleton, New York, 1926).